# Hydraena anatolica
Hydraena anatolica är en skalbaggsart som beskrevs av Emile Janssens 1963. Hydraena anatolica ingår i släktet Hydraena och familjen vattenbrynsbaggar. Inga underarter finns listade i Catalogue of Life.